# Venwitsnuitlibel
De venwitsnuitlibel (Leucorrhinia dubia) is een echte libel uit de familie van de korenbouten (Libellulidae). Het is een kleine, donkere witsnuitlibel met kleine achterlijfsvlekken, die in Nederland vrij algemeen voorkomt in de hogere delen van het land. In België is het een zeldzame soort die vooral in het noorden en oosten van het land te vinden is.

## Kenmerken
De venwitsnuitlibel lijkt op de iets grotere noordse witsnuitlibel (Leucorrhinia rubicunda). Het is de kleinste witsnuitlibel, tenger gebouwd, met een dun achterlijf. Het achterlijf is zwart met lichtere vlekken (geel, rood of bruinrood, afhankelijk van geslacht en leeftijd). De voorrandader van de vleugels (in vooraanzicht) is van aanhechting tot knoop zwart, van knoop tot vleugeltop geel gekleurd. De achterlijfsaanhangsels zijn zwart. Uitgekleurde mannetjes zijn zwart met een rij kleine rode vlekjes op het achterlijf. Bij oude mannetjes worden de vlekjes donker bruinrood. Soms zijn de vlekjes zo klein en donker, dat ze vanaf een afstandje moeilijk zichtbaar zijn. De pterostigmata zijn zwart of zeer donkerrood. Jonge mannetjes en vrouwtjes hebben een zwart achterlijf met kleine gele vlekjes en zwarte pterostigmata. De lichaamslengte van volwassen dieren ligt tussen 31 en 36 millimeter, de spanwijdte is 50 tot 60 millimeter
De larve is 16–19 mm lang.

## Vliegtijd
De vliegperiode loopt van eind april tot eind augustus, met de grootste aantallen in de tweede helft van mei tot en met de eerste helft van juli.

## Gedrag en voortplanting
De larven leven vooral in drijvende veenmosmatten, soms ook op de bodem; ze overwinteren twee keer. Uitsluipen gebeurt van eind april tot begin juli, met de hoogste aantallen in eind mei. Het uitsluipen gebeurt meestal zeer geconcentreerd: in enkele dagen tijd kan het overgrote deel van een populatie uitsluipen. Jonge venwitsnuitlibellen vliegen van het water af en worden aangetroffen op beschutte plekken in bossen en heideterreinen. Zonnende dieren zijn vaak te vinden op boomstronken en dode boomtakken. Eenmaal terug bij het water verdedigen de mannetjes een klein territorium, vanaf een zitplek in de oevervegetatie. Bij hoge dichtheden verdwijnt het territoriale gedrag, of is het territorium beperkt tot alleen de zitplaats. De eitjes worden door het vrouwtje al vliegend los in het water afgezet, vaak op plaatsen met veel veenmos in het water. Het mannetje verdedigt het vrouwtje meestal door vlak boven haar te blijven vliegen en andere mannetjes weg te jagen. Het wijfje vliegt huppelend over de wateroppervlakte, hier en daar met de achterlijfspunt in het water dippend. De eieren zijn ovaalrond met een scherp puntje op de ovale pool; de gellaag om het ei zwelt in het water spoedig op.

## Habitat
In Nederland is de venwitsnuitlibel gebonden aan rijkbegroeide, voedselarme en zure wateren (pH 4,5 tot 6,0). De hoogste aantallen komen voor in vennen en dan vrijwel beperkt tot bosvennen op de hogere zandgronden, veel lagere aantallen worden gevonden in hoogveenrestanten. De aanwezigheid van veenmossen in het water is een belangrijke voorwaarde voor de larven: die leven tussen het mos en zijn door het ontbreken van stekeltjes erg gevoelig voor predatie door vissen.

## Verspreidingsgebied
Het verspreidingsgebied van de venwitsnuitlibel loopt oostelijk tot en met Siberië. De soort komt niet voor in Afrika. In Europa komt de soort voor in Midden-, Noord- en Noordoost-Europa, tot en met het hoge noorden van Scandinavië. Meer naar het zuiden komen alleen geïsoleerde populaties voor in hooggelegen gebieden. De soort komt ook voor in Groot-Brittannië. In Nederland ligt het zwaartepunt van de verspreiding in de oostelijke helft van het land op de zandgronden, in bosrijke gebieden met vennen en hoogveen. De soort is zeldzaam in de duinen.

## Verwante en gelijkende soorten
Verwarring is mogelijk met andere witsnuitlibellen. Vooral de noordse witsnuitlibel (Leucorrhinia rubicunda) is zeer moeilijk van de venwitsnuitlibel te onderscheiden, zeker wanneer de libel van een afstandje wordt waargenomen. Het beste kunnen verschillende kenmerken met elkaar gecombineerd worden, om te komen tot een goede determinatie: postuur (noordse witsnuitlibel is robuuster), grootte van de achterlijfsvlekken (groter bij noordse witsnuitlibel), kleur van de vleugelvoorrand (eenkleurig bij noordse witsnuitlibel, tweekleurig bij venwitsnuitlibel) en alleen bij mannetjes: de kleur van het pterostigma (roodbruin bij noordse witsnuitlibel, vrijwel zwart bij venwitsnuitlibel). Incidenteel is ook verwarring mogelijk met de zwarte heidelibel (Sympetrum danae): deze is net als de venwitsnuitlibel zeer klein en donker en komt ook bij vennen voor. De zwarte heidelibel heeft echter geen witte snuit en een geheel andere tekening op borststuk en achterlijf. Bovendien vliegt deze soort veel later in het jaar, waardoor de vliegtijd van beide soorten nauwelijks overlapt.
Ook in het larvestadium is het moeilijk onderscheid te maken met de noordse witsnutlibel, evenals met de gevlekte witsnuitlibel (Leucorrhinia pectoralis) en de oostelijke witsnuitlibel (Leucorrhinia albifrons).

## Bedreigingen en bescherming
De venwitsnuitlibel staat op de Rode Lijst van de IUCN als niet bedreigd, beoordelingsjaar 2007. Op de Nederlandse Rode Lijst (2004) evenals op de Belgische Rode Lijst (1998) geldt de soort als kwetsbaar.

## Naamgeving
De wetenschappelijke naam van de soort werd in 1825 als Libellula dubia gepubliceerd door Pièrre Léonard Vander Linden.

### Synoniemen
- Libellula melanostigma Eversmann, 1836
- Libellula sylvicola Brittinger, 1850
- Coenotiata gonypenis Buchecker, 1876
- Leucorrhinia tschugunovi Bartenev, 1910
- Leucorrhinia nigra Prueffer, 1923
- Leucorrhinia circassica Bartenev, 1929